# David Mercer (pilote automobile)
Pour les articles homonymes, voir David Mercer.
Pas d'image ? Cliquez ici
David John Paul Mercer, né le 21 août 1949 à Louth en Angleterre est un ancien pilote de course automobile international anglais.

## Palmarès

### Résultats aux24 Heures du Mans
| Année | Écurie                    | Copilotes                           | Voiture     | Classe | Tours | Pos. | Class Pos. |
| ----- | ------------------------- | ----------------------------------- | ----------- | ------ | ----- | ---- | ---------- |
| 1984  | Jens Winther Team Castrol | Jens Winther Lars Viggo Jensen (de) | BMW M1      | B      | 96    | Abd. | Abd.       |
| 1985  | Jens Winther Denmark      | Jens Winther Margie Smith-Haas      | URD C83-BNW | C2     | 141   | Abd. | Abd.       |
| 1986  | Jens Winther Team Castrol | Jens Winther Lars Viggo Jensen (de) | URD C83-BNW | C2     | 309   | 11e  | 2e         |

### Résultats enChampionnat d'Europe des voitures de sport
| Année | Écurie                    | Châssis | Moteur                  | Classe | 1   | 2     | 3   | 4   | 5     | 6     | 7        | 8     | Total points | Classement |
| ----- | ------------------------- | ------- | ----------------------- | ------ | --- | ----- | --- | --- | ----- | ----- | -------- | ----- | ------------ | ---------- |
| 1983  | Jens Winther Team Castrol | BMW M1  | BMW M88/1 3,5 l I6 Atmo | B      | MON | SYL 1 | NÜR | LMS | SPA 1 | BRH 1 | IMO Abd. | MUG 1 | 4            | 59e        |

### Résultats enChampionnat du monde des voitures de sport
| Année | Écurie                    | Châssis    | Moteur                         | Classe | 1   | 2        | 3        | 4        | 5      | 6   | 7        | 8        | 9   | 10  | 11  | Total points | Classement |
| ----- | ------------------------- | ---------- | ------------------------------ | ------ | --- | -------- | -------- | -------- | ------ | --- | -------- | -------- | --- | --- | --- | ------------ | ---------- |
| 1984  | Jens Winther Team Castrol | BMW M1     | BMW M88/1 3,5 l I6 Atmo        | B      | MON | SIL Abd. | LMS Abd. | NÜR 19   | BHC 12 | MOS | SPA 12   | IMO      | FUJ | KYA | SAN | 0            |            |
| 1985  | Jens Winther Denmark      | URD C83    | BMW M88 3,5 l I6 Atmo          | C2     | MUG | MON 3    | SIL Abd. | LMS Abd. | HOC 5  | MOS | SPA 3    | BHC Abd. | FUJ | SEL |     | 0            |            |
| 1986  | Jens Winther Team Castrol | URD C83    | BMW M88 3,5 l I6 Atmo          | C2     | MON | SIL 4    | LMS 2    | NOR      | BHC 4  | JER |          |          |     |     |     | 43           | 9e         |
| 1986  | John Bartlett Racing      | Bardon DB1 | Ford Cosworth DFL 3.3L V8 Atmo | C2     |     |          |          |          |        |     | NÜR Abd. | SPA 5    | FUJ |     |     | 43           | 9e         |